# Leukoplakie

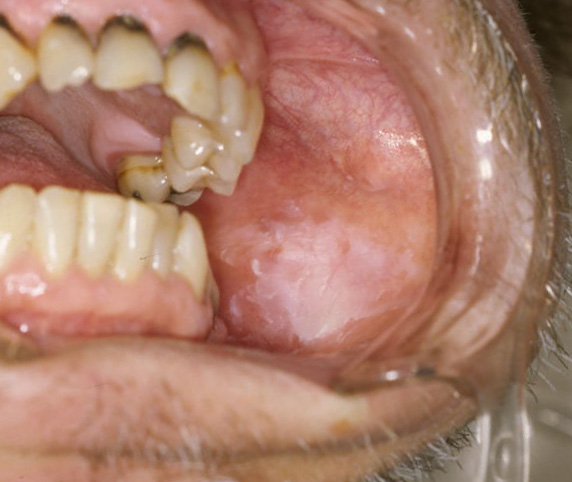
Leukoplakie der Mundschleimhaut

Als Leukoplakie (von altgriechisch λευκός leukós, deutsch ‚weiß‘ und πλάξ, Genitiv πλακός plakós, deutsch ‚Platte, Fläche‘ – wörtlich „weiße Fläche“) gelten alle weißen, nicht abwischbaren Effloreszenzen der Schleimhaut. Die Leukoplakie ist eine Keratinisierungsstörung mit zellulären und epithelialen Atypien. Als Ursachen werden Nikotin- und Alkoholmissbrauch sowie mechanische Reize genannt. Die Leukoplakie gehört allgemein zu den fakultativen Präkanzerosen – wobei erosive und verruköse Leukoplakien ein Entartungspotential zum Plattenepithelkarzinom zeigen. Flache Leukoplakien sind im Allgemeinen harmlos, verruköse (warzenartige) Leukoplakien sind histologisch echte Carcinomata in situ.
Differentialdiagnostisch müssen obligat folgende Pathologien miteinbezogen werden: Friktionskeratose, Morsicatio buccarum, Candidiasis, Haarleukoplakie, weißer Schwammnävus, Lichen ruber planus, Chronisch Diskoider Lupus erythematodes (CDLE) und Verätzungen.
Zur Früherkennung von entarteten Leukoplakien steht die Bürstenbiopsie oder die Anfärbung mit Toluidinblau zur Verfügung. Die endgültige Diagnose erfolgt mittels Probeexzision und histopathologischer Begutachtung. Die Therapie der Wahl ist die chirurgische Entfernung der Leukoplakie (Exzision, Laser- oder Kryochirurgie).

## Formen
- Leukoplakia simplex (plana): homogener, weißer, im Allgemeinen scharf begrenzter Schleimhautbezirk mit glatter Oberfläche. In der Regel harmlos, Entartungsraten werden bis drei Prozent angegeben.[2]
- Leukoplakia verrucosa: Oberfläche ist warzig aufgeworfen. Karzinomrisiko: 11 Prozent (je nach Untersuchung bis zu 20 Prozent)
- Leukoplakia erosiva: Unregelmäßige Leukoplakie mit roten Arealen. Entartungsrate etwa (30 bis) 38 Prozent[2]
- Erythroplakie: Die Erythroplakie wird oft als eigenständige Keratinisierungsstörungen neben den Leukoplakien geführt. Es handelt sich um eine obligate Präkanzerose beziehungsweise Carcinoma in situ mit invasivem Wachstum. Ungünstige Prognose, wenn die Erkrankung am Mundboden, Zungenunterseite oder Zungenrand lokalisiert ist.